# Fogão Primus
O Fogão Primus, o primeiro fogão portátil a querosene, foi desenvolvido em 1892 por Frans Wilhelm Lindqvist, um mecânico de uma fábrica de Estocolmo, na Suécia. O fogão foi desenhado com base num maçarico; a patente de Lindqvist incluía o queimador, que estava virado para cima em vez de para a frente como o maçarico. No mesmo ano, Lindqvist juntou-se com Johan Viktor Svenson para criar a Fábrica de Fogões a Querosene de J.V. Svenson e assim produzir os novos equipamentos, que eram vendidos com a designação Primus. O primeiro modelo era o "fogão No.1", o qual foi seguido por fogões de desenho semelhante mas de modelos e dimensões diferentes. A partir daí, B.A. Hjorth & Co. (mais tarde Bahco), uma empresa de ferramentas e engenharia começou a sua actividade em Estocolmo, em 1889, adquirindo os direitos exclusivos para a venda do Fogão Primus.
A eficiência do Primus rapidamente lhe fez ganhar a reputação de um fogão seguro e durável para o dia-a-dia, comportando-se bem em condições adversas: foi o fogão escolhido por Roald Amundsen nas sua expedição ao Polo Sul, e de Richard Evelyn Byrd ao Polo Norte.  Este fogão também foi levado por George Mallory ao Monte Everest, tal como Tenzing Norgay e Edmund Hillary algumas décadas mais tarde. Enquanto muitas outras empresas também fabricaram fogões portáteis semelhante ao Primus, este marcou um estilo geralmente referido como o fogão "Primus", independentemente do fabricante.